# Comitato Ebraico Antifascista
Il Comitato Ebraico Antifascista (in inglese: Jewish Anti-Fascist Committee, in russo: Еврейский антифашистский комитет, Yevreysky antifashistsky komitet; in yiddish: יידישער אנטי פאשיסטישער קאמיטעט, Yidisher anti fashistisher komitet), abbreviato in inglese JAC (in russo. ЕАК, YeAK), fu un'organizzazione creata nell'Unione Sovietica durante la seconda guerra mondiale per influenzare l'opinione pubblica internazionale e organizzare il sostegno politico e materiale alla lotta sovietica contro la Germania nazista, in particolare dall'occidente.

## Storia
Fu organizzato dai leader del sindacato ebraico meglio noto come Bund, Henryk Erlich e Victor Alter, su iniziativa delle autorità sovietiche nell'autunno del 1941; entrambi furono rilasciati dal carcere in relazione al loro coinvolgimento. Dopo il successivo arresto nel dicembre 1941, il Comitato fu ricreato su ordine di Iosif Stalin  a Kuibyshev nell'aprile 1942, con il sostegno ufficiale delle autorità sovietiche. Nel 1952, come parte della persecuzione degli ebrei nell'ultimo periodo del governo di Stalin (come ad esempio con il "complotto dei dottori"), i membri più importanti del JAC furono arrestati con false accuse di spionaggio, poi torturati, quindi processati in segreto e giustiziati nel seminterrato della prigione di Lubyanka. Stalin ed esponenti del KGB furono preoccupati per la loro influenza ed i legami con l'Occidente. Furono ufficialmente riabilitati nel 1988.

## Attività

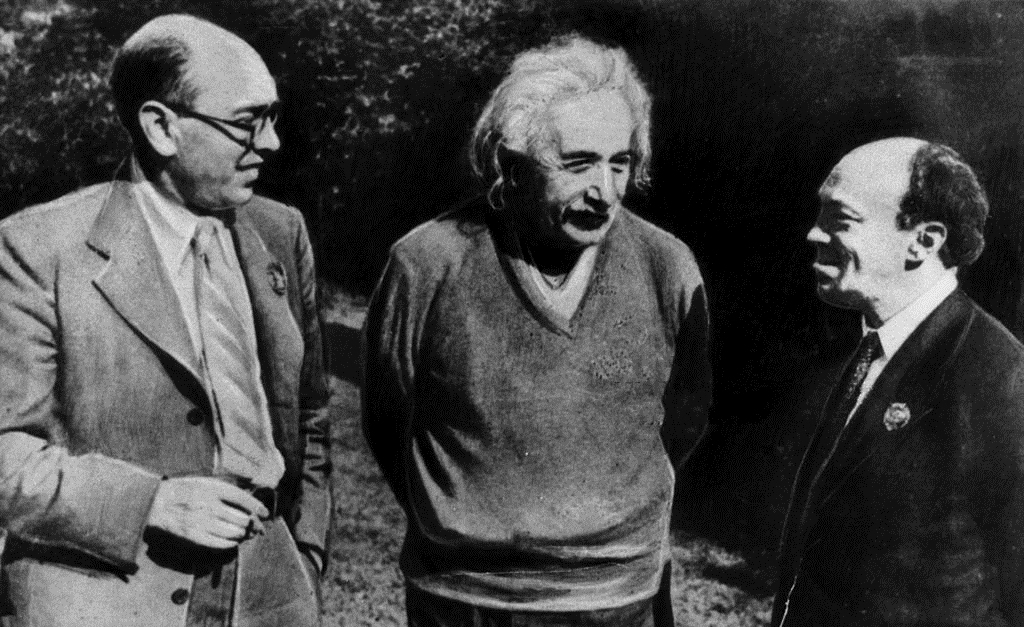
Itzik Feffer, Albert Einstein e Solomon Mikhoels negli Stati Uniti, 1943.

Solomon Mikhoels, il popolare attore e direttore del Teatro Ebraico Statale di Mosca, fu nominato presidente del JAC. Il giornale organo ufficiale del JAC, in yiddish si chiamava Eynigkayt (yiddish:אייניקייט "Unità", cirillico: Эйникейт).
Il JAC trasmetteva la propaganda filo-sovietica verso il pubblico straniero, assicurando l'assenza dell'antisemitismo nell'Unione Sovietica. Nel 1943, Mikhoels e Itzik Feffer, i primi rappresentanti ufficiali degli ebrei sovietici autorizzati a visitare l'Occidente, intrapresero un tour di sette mesi negli Stati Uniti, Messico, Canada e Regno Unito per aumentare il loro sostegno verso la Legge degli affitti e prestiti. Negli Stati Uniti, furono accolti dal National Reception Committee presieduto da Albert Einstein e da B. Z. Goldberg, genero di Sholem Aleichem, e dall'American Jewish Joint Distribution Committee. La maggiore manifestazione filo-sovietica mai svolta negli Stati Uniti si è tenuta l'8 luglio al Polo Grounds, dove 50000 persone ascoltarono Mikhoels, Feffer, Fiorello H. La Guardia, Sholem Asch e il presidente del World Jewish Congress, il rabbino Stephen Samuel Wise. Tra gli altri, incontrarono Chaim Weizmann, Charlie Chaplin, Marc Chagall, Paul Robeson e Lion Feuchtwanger.
Oltre ai fondi per lo sforzo bellico sovietico, 16 milioni di dollari raccolti negli Stati Uniti, 15 milioni di dollari in Inghilterra, 1 milione di dollari in Messico, 750000 dollari nella Palestina mandataria, furono forniti anche altri aiuti come macchinari, attrezzature mediche, medicine, ambulanze e vestiti.
Il 16 luglio 1943, la Pravda riferì:«Mikhoels e Feffer ricevettero un messaggio da Chicago che una conferenza speciale del Joint ha avviato una campagna per finanziare mille ambulanze per i bisogni dell'Armata Rossa». La visita richiamò l'attenzione del pubblico americano sulla necessità di entrare nella guerra europea.

## Persecuzione

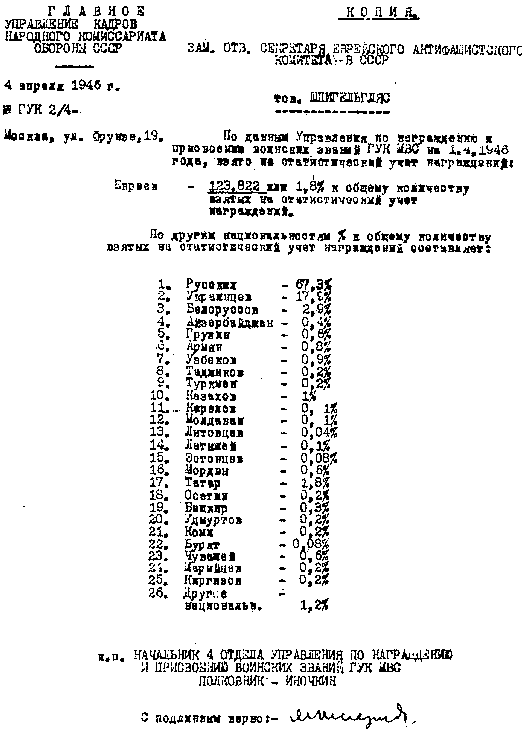
1946. La risposta ufficiale a un'inchiesta del JAC sulla partecipazione dei soldati ebrei alla guerra (1,8% del numero totale secondo i registri dell'esercito sovietico. Molti ebrei si dichiararono di altre nazionalità per evitare le discriminazioni). Alcuni accusano gli ebrei della mancanza di patriottismo e di nascondersi dal servizio militare.

Verso la fine della guerra e nell'immediato dopoguerra, il JAC fu coinvolto nel documentare l'Olocausto. Questo fatto era contrario alla politica ufficiale sovietica di mostrare le atrocità avvenute come fossero contro tutti i cittadini sovietici, non riconoscendo lo specifico genocidio degli ebrei.
I membri del comitato ebbero contatti internazionali soprattutto negli Stati Uniti all'inizio della Guerra fredda e questo potrebbe aver contribuito in seguito al peso dell'accusa di tradimento e spionaggio, questi contatti sfociarono nel piano per la pubblicazione simultanea negli Stati Uniti e nell'Unione Sovietica del Libro nero degli ebrei sovietici, che documentasse l'Olocausto e la partecipazione degli ebrei nel movimento di resistenza. The Black Book fu effettivamente pubblicato a New York nel 1946, ma non fu pubblicata alcuna edizione russa.
Nel gennaio 1948, Mikhoels fu ucciso a Minsk da agenti del Ministero della Sicurezza di Stato che camuffarono l'omicidio con un incidente d'auto. I membri del Comitato Ebraico Antifascista furono arrestati, e accusati di slealtà, nazionalismo borghese, cosmopolitismo e pianificazione della creazione di una repubblica ebraica in Crimea per servire gli interessi degli Stati Uniti.
Nel gennaio 1949, i mass media sovietici lanciarono una massiccia campagna di propaganda contro i "cosmopoliti senza radici", inequivocabilmente rivolta agli ebrei. Markish osservò all'epoca:"Hitler voleva distruggerci fisicamente, Stalin vuole farlo spiritualmente". Il 12 agosto 1952, almeno tredici importanti scrittori yiddish furono giustiziati nell'evento noto come la Notte dei poeti assassinati.

## Membri noti del JAC
La dimensione del JAC cambiò nel tempo. Secondo Aleksandr Solzhenitsyn (200 anni insieme), crebbe fino ad avere circa 70 membri.
- Solomon Mikhoels (Presidente), attore e regista del Teatro ebraico statale di Mosca;
- Solomon Lozovsky (segretario), ex viceministro degli Affari esteri sovietico e capo dell'Ufficio informazioni sovietico;
- Shakne Epshtein, segretaria ed editore del quotidiano Eynikeyt;
- Itzik Feffer, poeta;
- Ilya Ehrenburg, scrittore;
- Eli Falkovich, scrittore;
- Solomon Bregman, viceministro del controllo statale;
- Aaron Katz, generale dell'Accademia militare di Stalin;
- Boris Shimeliovich, chirurgo capo dell'Armata Rossa e direttore del Botkin Hospital;
- Joseph Yuzefovich, storico;
- Leib Kvitko, poeta;
- Peretz Markish, poeta;
- Isaak Nusinov, linguista e critico letterario;
- David Bergelson, scrittore;
- David Hofstein, poeta;
- Benjamin Zuskin, attore;
- Ilya Vatenberg, editore;
- Shlomo Shleifer, rabbino capo di Mosca;
- Emilia Teumin, editore;
- Leon Talmy, giornalista, traduttore;
- Khayke Vatenberg-Ostrowskaya, traduttore;
- Lina Stern, biochimica, fisiologa e umanista e la prima donna membro a pieno titolo dell'Accademia russa delle scienze;
- Israel Fisanovich, comandante di sottomarini, Eroe dell'Unione Sovietica;
- Shmuel Halkin, poeta;